# Charlie Bewley
Charlie Bewley, angleški filmski in televizijski igralec, *25. januar 1981, London, Anglija, Združeno kraljestvo.

## Zgodnje in osebno življenje
Charlie Bewley se je rodil 25. januarja 1981 v Londonu, Anglija, Združeno kraljestvo. Visok je 1,80 m.

## Kariera
S svojo igralsko kariero je Charlie Bewley začel leta 2008, ko je snemal film Mlada luna (katerega zvezde so igralci, kot so Kristen Stewart, Robert Pattinson, Taylor Lautner, Ashley Greene, Nikki Reed, Kellan Lutz, Dakota Fanning in Jackson Rathbone). Večina filma je bila posneta v Vancouverju, Kanada. V njem je imel vlogo enega izmed stražarjev Volturijev, vlogo vampirja Demetrija. Kljub svoji neizkušenosti v svetu blišča in slave, pa je že opravil nekaj intervjujev, med drugim tudi z ameriško revijo OK!, za katero je povedal nekaj besed o nadaljevanju filma Mlada luna, tretjemu filmu iz sage Somrak, filmu Mrk (2010), v katerem bo imel vlogo tudi on (spet bo igral Demetria). V intervjuju je med drugim izjavil, da se mu zdi zgodba v Mrku nekoliko bolj realistična in verjetna, kot pa zgodba iz prejšnjih dveh filmov (Somrak in Mlada luna).

## Filmografija
- Mlada luna (2009) kot Demetri
- Mrk (2010) kot Demetri
- Ecstasy (2010) kot David Lancer